# Мистецтво черепів

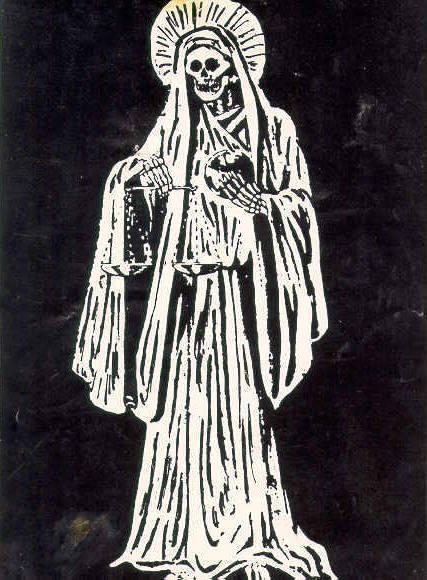
Санта Муерте Бланка (Біла Свята Смерть), що тримає ваги та глобус.

Мистецтво черепів зустрічається в різних культурах світу.
У традиційному мексиканському мистецтві образ скелета посідає важливе місце та використовується як постійний художній мотив.
Використання черепів і скелетів у мистецтві виникло ще до іспанського завоювання — ацтеки були майстрами кам'яної скульптури й створювали вражаючі зображення своїх богів. Коатлікуе, богиню землі та смерті, зображували з намистом, сплетеним із людських сердець, рук і кулоном-черепом. Її образ випромінював драматизм і велич, покликані вражати підкорені народи та втілювати образ незламної сили держави.
Поклоніння смерті включало й поклоніння життю, а череп — символ смерті — водночас був і обіцянкою воскресіння. Ацтеки вирізьблювали черепи на монолітах із лави, виготовляли маски з обсидіану та нефриту.
Крім того, мотив черепа використовувався як декоративний елемент: його ліпили на глечиках, зображали на сувоях, вплітали в одяг і стилізували у вигляді ієрогліфів.
В індуїстських храмах та зображеннях деяких індуїстських божеств також трапляються зображення черепів.

## Іспанське вторгнення
Коли іспанці вторглися до Теночтітлана й завоювали його в XVI столітті, вони нав'язали корінному населенню католицьку релігію та народні традиції тогочасної Іспанії. Серед них — і язичницький звичай вшанування мертвих шляхом приношень їжі та проведення святкових бенкетів.
Проте іспанське духовенство прагнуло викорінити давні місцеві практики, які глибоко вкорінились у культурі Мексики. Зокрема, вони придушували традицію «мистецтва черепів», вважаючи її надто «індіоською» або язичницькою для свого європейського світогляду.
Лише після здобуття незалежності від Іспанії в 1821 році ця форма мистецтва почала поступово відроджуватися — вже як символ мексиканідáду, тобто національної мексиканської ідентичності.

## Індуїстське мистецтво
Мистецтво черепів трапляється у зображеннях деяких індуїстських богів.
Шива часто зображується з черепом у руках. Богиня Чамунда описується як та, що носить намисто з відрубаних голів або черепів (Мундамала).
Храми Кедарешвара, Хойсалешвара, Ченнакешава та Лакшмінараяна містять скульптури з черепами і зображення богині Чамунди. Храм Калі також прикрашений черепами.

## Режим Порфіріо Діаса
Коли Порфіріо Діас став президентом, Мексика потерпала від банкрутства економіки. Щоби поліпшити ситуацію, Діас заохочував іноземні інвестиції, а інвестори знаходили тут дешеву робочу силу. Мексикансько-індіанські робітники працювали в жорстоких умовах.
Мексиканський гравер Хосе Ґвадалупе Посада своїми малюнками критикував ці умови. Посада — ймовірно, найважливіший мексиканський художник свого часу. За життя він був свідком ключових соціальних і політичних змін, що сформували сучасну Мексику: падіння диктатора, масштабна соціальна революція, боротьба за владу та зародження демократичного процесу. Ці події глибоко вплинули на нього.
Своїми роботами він документував ці перетворення й став візуальним істориком країни.

## Хосе Ґвадалупе Посада

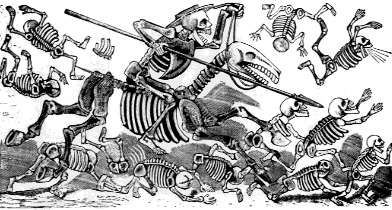
Мистецтво черепів Посади було моторошним посланням.

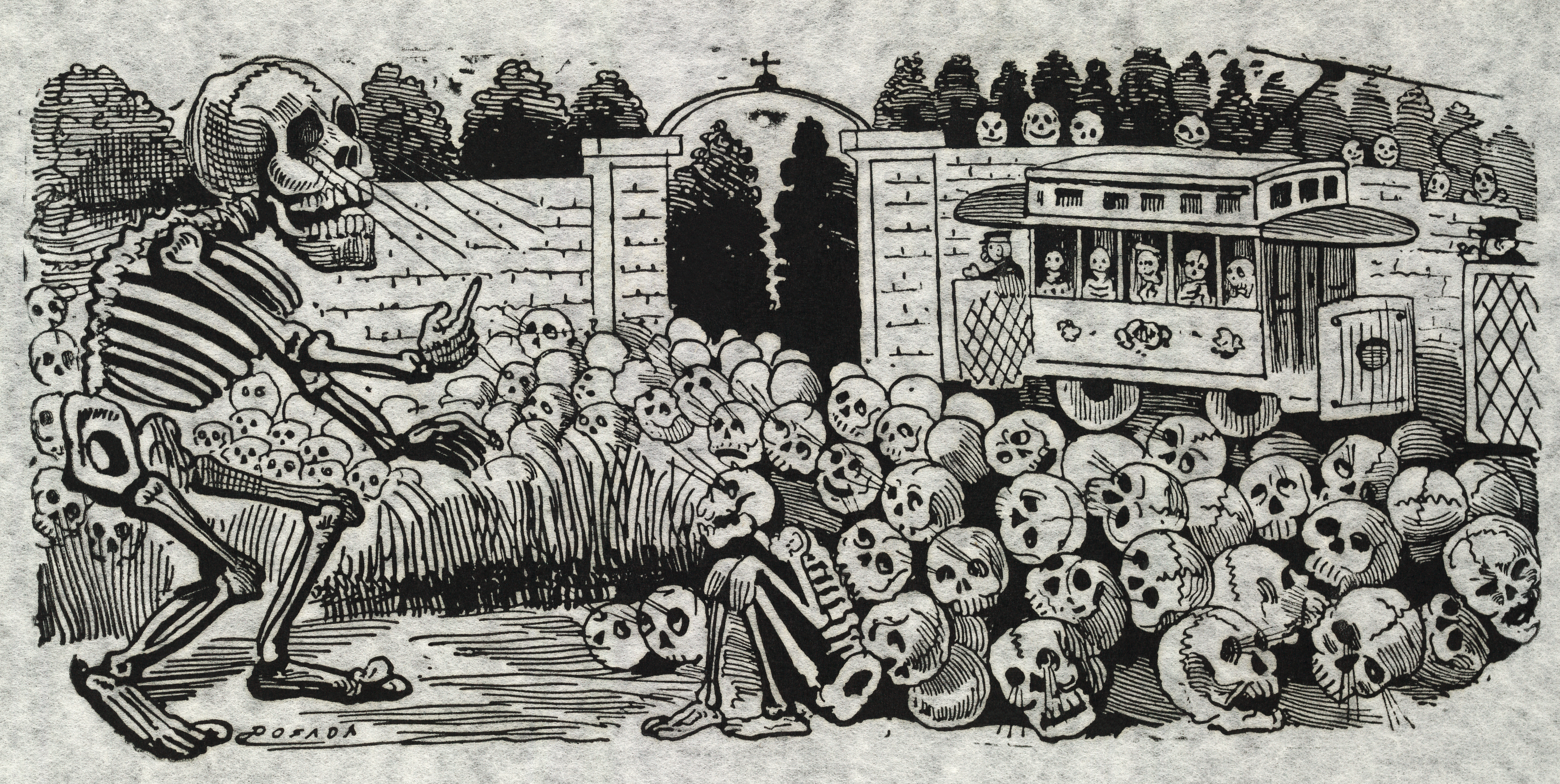
Мистецтво черепів у виконанні Хосе Ґвадалупе Посади мало політичний підтекст і було спрямоване на неписьменну частину населення.

Використання мистецтва черепів було способом Посади налагодити зв'язок із народною аудиторією. Його ілюстрації стали пробудженням і можливістю для тих, хто не вмів читати, нарешті зрозуміти, що відбувається в їхній країні. Хоча використання черепів і скелетів у мистецтві було пригнічено іноземним впливом, ця символіка залишалася живою серед бідних у святкуваннях Дня мертвих.

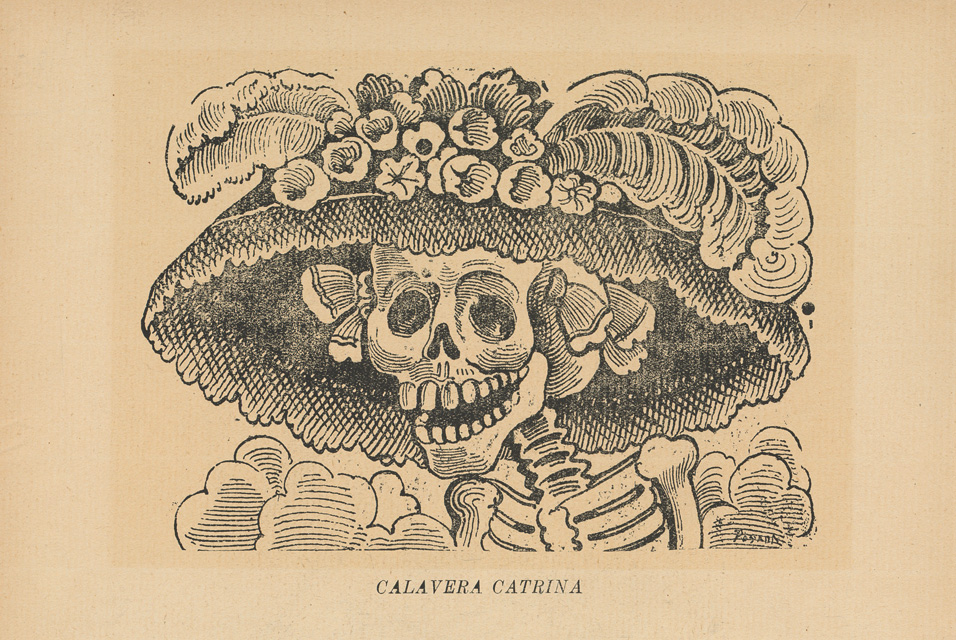
La Calavera Catrina, що постає в модному на початку ХХ століття капелюшку.

Найвідоміший його гравюрний твір — La Calavera Catrina, зображення вишуканої пані в образі скелета — часто друкувався на кришках коробок.
Дієго Рівера назвав Хосе Ґвадалупе Посаду найбільшим народним художником Мексики. Під впливом Посади Рівера створював картини, на яких зображував простих людей у їхньому звичному середовищі. Його роботи також несли соціальне послання.
Посада та Рівера справили глибокий вплив на халісканця Хорхе Гонсалеса Камарену, який відкинув традиційні художні методи й перейняв народне мистецтво, характерне для Посади та Рівери.
У творах Гонсалеса Камарени часто повторюються сцени боїв, де революційні солдати стають частиною давньої історії Мексики, а їхні мертві тіла перетворюються на скелети.

## Фріда Кало

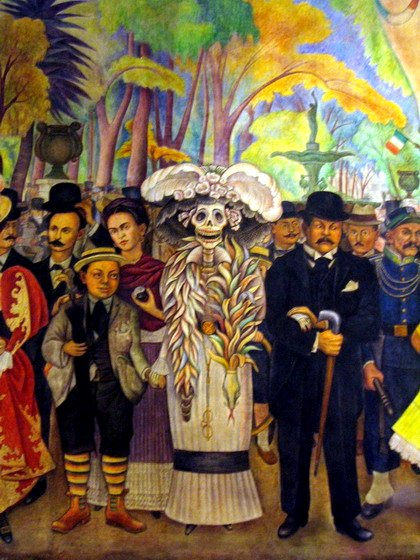
Вираз мистецтва черепів Дієго Рівери

Фріда Кало була представницею сміливого й блискучого покоління, яке з глибокою повагою озиралося на свої мексиканські корені та цінувало ту реальність, яку знаходило в них — ту, що незасмічена чужоземним впливом.
Вона відкрито зізнавалася у своєму великому захопленні творчістю свого чоловіка Дієго Рівери, а також роботами Хосе Ґваделупе Посади, і знаходила велику красу в високорозвиненому доіспанському мистецтві корінних народів.

## Сюрреалісти
Фріду з самого початку вважали однією з них Андре Бретон та сюрреалісти, і деякий час вона не заперечувала проти того, щоб бути частиною цієї модної авангардної течії.
Але пізніше вона заявила, що не належить до їх числа, бо за її словами: «Я не малювала сни — я малювала власну реальність».
У 1940-х вона створила картину «Сон», на якій над сплячою Фрідою ширяє свідомий скелет. Мексиканські брухо (чаклуни) кажуть: «Жити — це спати, а померти — це прокидатися». Для Фріди, можливо, смерть — як і сни — існує паралельно з життям.

## Чучо Реєс
У той час як творчість Фріди Кало була зосереджена на мексиканідаді, Чучо Реєс поєднав європейські стилі образотворчого мистецтва з сутністю народного мексиканського мистецтва черепів.
Ймовірно, його мистецтво було політично непопулярним серед тих, хто волів ігнорувати іноземні впливи.

## Забобони та святі
Хоча сьогодні давні релігійні традиції ацтеків, що збереглися, називають «брухерією» ті, хто сповідує європейські релігії, в Оахаці про забобони та святих говорять на одному диханні.

## Руфіно Тамайо та Оахакська школа
Руфіно Тамайо заснував оахакську школу живопису на принципі, що, хоча живопис має відбуватися на пластичному рівні, це не виключає можливості, що твір містить глибокий зміст, який не завжди можна повністю висловити.
Тамайо намагався зняти зовнішню оболонку людини — ту, що проявляється, наприклад, у релігії — щоб дослідити фундаментальні страхи людини: страх перед природою, космосом і понад усе — страх перед самим собою.
Тонке й багате мистецтво доколумбових часів сильно надихало Тамайо. Під цим впливом він малював людину як прозоре тіло, що існує на живому скелеті.

## Франсіско Толедо
З іншого боку, Франсіско Толедо зображував своїх персонажів так, ніби це були рентгенівські знімки. Його відверта цікавість до внутрішньої сутності набуває майже порнографічного характеру, коли він еротично й іронічно відроджує мистецтво черепів.

## Родольфо Ньєто
Хоча Руфіно Тамайо заснував Оахакську школу живопису, саме Родольфо Ньєто визначив її обличчя. Родольфо додав драматичного звучання мистецтву черепів. Використовуючи світлі кольори на тлі темних, він показував безперервну боротьбу життя і смерті. З жвавістю, гумором, фантазіями та дитячими історіями про Тарзана, який бореться з небезпеками джунглів, Родольфо сміявся смерті в обличчя, живучи у тіні власної поглиблюваної депресії.
Спалахи світла, збентежені кольором і протиставлені чорним полотнам, не намагалися визначити людське існування — він просто жив його, знаючи, що череп завжди є в ньому.

## Чікано / Мексикано-Американець
Часто чикано або мексикансько-американські митці звертаються до своєї історії. Останнім часом особливо помітно, що Ненсі Ньєто відроджує давню традицію мексиканського мистецтва черепів. Вплетена у вуаль багатих кольорів і нетрадиційних форм, запозичених в Оахакської школи, її творчість знімає завісу таємниці життя, щоб показати таємницю смерті.
Вона намагається переосмислити еротичні теми Франсіско Толедо і відійти від драматичних тонів Родольфо Ньєто. Її мистецтво оновлює ацтекське уявлення про смерть як перехідний цикл між індивідуальним життям і всеохопним буттям.